# Centrolobium microchaete
Centrolobium microchaete là một loài thực vật có hoa trong họ Đậu. Loài này được (Benth.) H.C.Lima miêu tả khoa học đầu tiên.